# Abbaye des Augustins de Saint-Savinien
L'abbaye des Augustins de Saint-Savinien était un monastère situé sur le territoire de la commune de Saint-Savinien, en Saintonge, dans le département français de la Charente-Maritime et la région Nouvelle-Aquitaine.

## Historique
L'implantation de l'ordre des Augustins à Saint-Savinien semble remonter au XIIIe siècle. Certaines chroniques évoquent une abbaye ayant compté jusqu'à cent moines à son apogée.
Dévastée par les huguenots en 1568, elle comptait alors trente moines, dont la tradition rapporte que huit d'entre eux auraient été jetés vivants dans un puits au cours de ces événements.
Le monastère fut partiellement reconstruit au cours des siècles suivants, avant d'être vendu comme bien national en 1791. Les bâtiments servirent successivement de distillerie, d'entrepôts, avant de devenir la salle des fêtes de la commune en 1937, fonction qu'elle conserve aujourd'hui encore.
L'église de l'abbaye est inscrite à l'inventaire supplémentaire des monuments historiques depuis 1925, et est ouverte au public pendant les journées du patrimoine.

## Description
De l'ensemble monastique originel ne subsiste plus que l'église abbatiale, dont les parties les plus anciennes remontent à la seconde moitié du XIIIe siècle. Fortement remaniée aux XVIe et XVIIe siècles, elle se compose d'une nef unique de trois travées, bordée au sud par une chapelle latérale saillante aux vastes proportions, tandis que le chevet plat est percé d'un triplet. 
L'ensemble de l'édifice est couvert de voûtes à croisées d'ogives, sans doute postérieures au XVIe siècle. La chapelle latérale conserve plusieurs fresques, ainsi que la sépulture de la princesse de Condé, fille du comte de Taillebourg. Tandis que la façade occidentale, très sobre, est percée d'une simple porte ogivale, surmontée d'un oculus et d'un pignon, la façade méridionale conserve une porte encadrée de motifs renaissance. Elle est surmontée d'un triple pignon ornés de crochets et de fleurons.